# 덴마크 군주
덴마크의 군주제는 덴마크 왕국의 헌법 기관이자 역사적 기관이다. 이 왕국에는 덴마크 본토와 페로 제도, 그린란드의 자치령이 포함된다. 덴마크 왕국은 이미 8세기에 통합되었으며, 그 통치자들은 프랑크 문헌(그리고 일부 후기 프리슬란드 문헌)에서 꾸준히 "왕"( reges )으로 언급된다. 804년 구드프레드 왕의 통치 하에 이 왕국은 중세 덴마크의 모든 주요 속주를 포함했을 가능성이 있다.
현재의 통일 덴마크 왕국은 10세기에 바이킹 왕 고름 가믈리와 하랄드 블라톤에 의해 건국되거나 재통일되었다. 원래는 선거군주제 였으나, 17세기 프레데리크 3세의 통치 기간에 세습 군주제로 전환되었다. 1849년에 최초의 민주 헌법이 제정되면서 입헌군주제로의 결정적인 전환이 이루어졌고, 이로 인해 기존의 절대주의 헌법의 대부분이 대체되었다. 현재의 왕실은 본래 현대 독일의 슐레스비히홀슈타인 출신인 글뤽스부르크 공작 가문의 한 분파이며, 글뤽스부르크 가문 자체는 올덴부르크 가문의 방계 분파이다. 글뤽스부르크 왕가는 또한 직계 남계로 노르웨이, 영국의 군주와 그리스의 전 군주를 낳았다.
덴마크의 군주제는 입헌군주제이며, 군주의 역할은 덴마크 헌법 에 따라 정의되고 제한된다. 헌법에 따르면, 덴마크 정부에 대한 최종 행정 권한은 여전히 군주의 왕실 예비 권한을 통해 행사된다. 실제로 이러한 권한은 의회에서 제정된 법률에 따라서나 관습의 제약 내에서만 사용된다. 실제로 군주는 영예를 수여하고 총리를 공식적으로 임명하는 등 당파와 관련 없는 기능에만 국한된다. 군주와 직계 가족은 다양한 공식, 의례, 외교 및 대표 임무를 수행한다.
프레데리크 10세 국왕은 2024년 1월 14일 어머니 마르그레테 2세 여왕의 퇴위 로 왕위에 올랐다. 덴마크의 국왕 이름은 전통적으로(1513년 이래로) "프레데릭"(영어식 표기로는 프레데릭 )과 "크리스천"을 번갈아 사용해 왔다. 따라서 프레데릭의 예상 후계자는 크리스티안 왕세자이다.

## 역사

### 초기 왕국

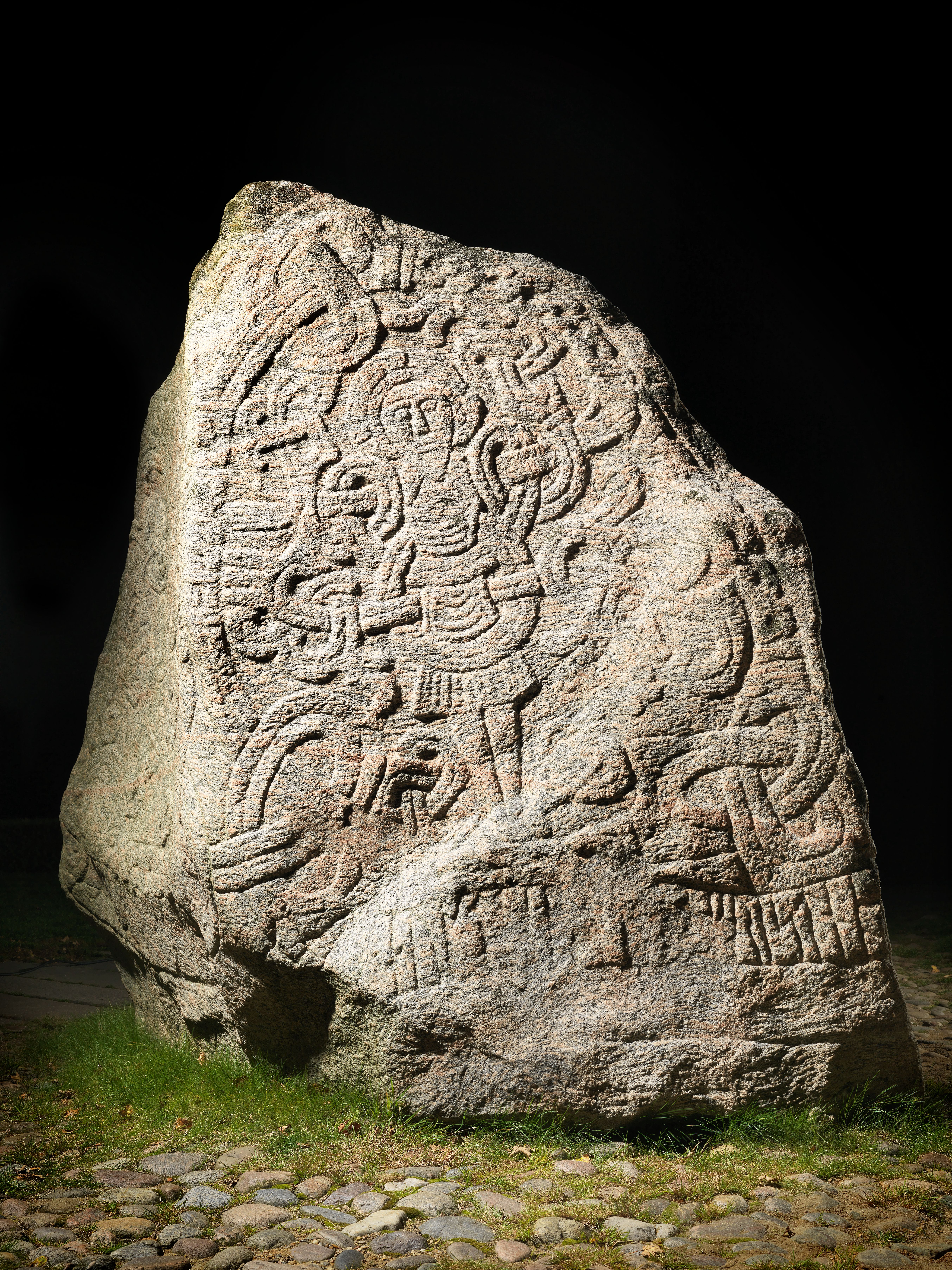
덴마크의 통일과 기독교화에 대해 증명하는 두 개의 옐링 석상 중 하나

덴마크의 군주제는 8세기(또는 그 이전)에 설립되어 1200년 이상의 역사를 가진다. 현대 덴마크 왕국의 왕가 계보는 10세기 초중반에 통치했던 고름 가믈리(고대 노르드어: Gormr gamli, 덴마크어: Gorm den gamle)의 아버지 하르탁누트까지 거슬러 올라갈 수 있다. 다만 왕국 자체는 이보다 몇 백 년 더 오래된 것으로 추정된다.
하랄드 블라톤는 965년에 덴마크를 통일(또는 재통일)하고 공식적으로 기독교화했으며, 이 이야기는 옐링 석비에 기록되어 있다. 하랄드의 왕국이 정확히 어디까지였는지는 알려져 있지 않지만, 다네비르케 방어선을 시작으로 바이킹 도시 헤데뷔를 포함한 유틀란트 반도, 덴마크 제도, 오늘날 스웨덴 남부 지역인 스코네와 어쩌면 할란드까지 뻗어 있었을 것으로 추정된다. 또한 옐링 석비는 하랄드가 노르웨이도 “정복”했음을 증언한다. 하랄드의 아들 스베인 튜구스케그는 잉글랜드를 상대로 일련의 정복 전쟁을 벌였고, 그의 아들 크누트 대왕이 11세기 중반에 이를 완수했다. 크누트의 통치는 덴마크 바이킹 시대의 절정을 이루며, 그의 북해 제국은 잉글랜드(1016), 덴마크(1018), 노르웨이(1028)를 포함했고, 독일 북동부 해안 지역에도 강한 영향을 미쳤다.
발데마르 4세의 직계 후손인 마지막 군주 크리스토페르 3세는 1448년에 사망했다. 이후 발데마르 4세의 숙모 리케사(에리크 5세의 딸)의 딸 소피아의 후손인 올덴부르크의 크리스티안 백작이 그의 후계자로 선택되어 크리스티안 1세라는 이름으로 덴마크의 새 군주가 되었다. 따라서 리케사는 올덴부르크 왕가의 여성 창시자 중 한 명으로 간주될 수 있다.

### 전제주의

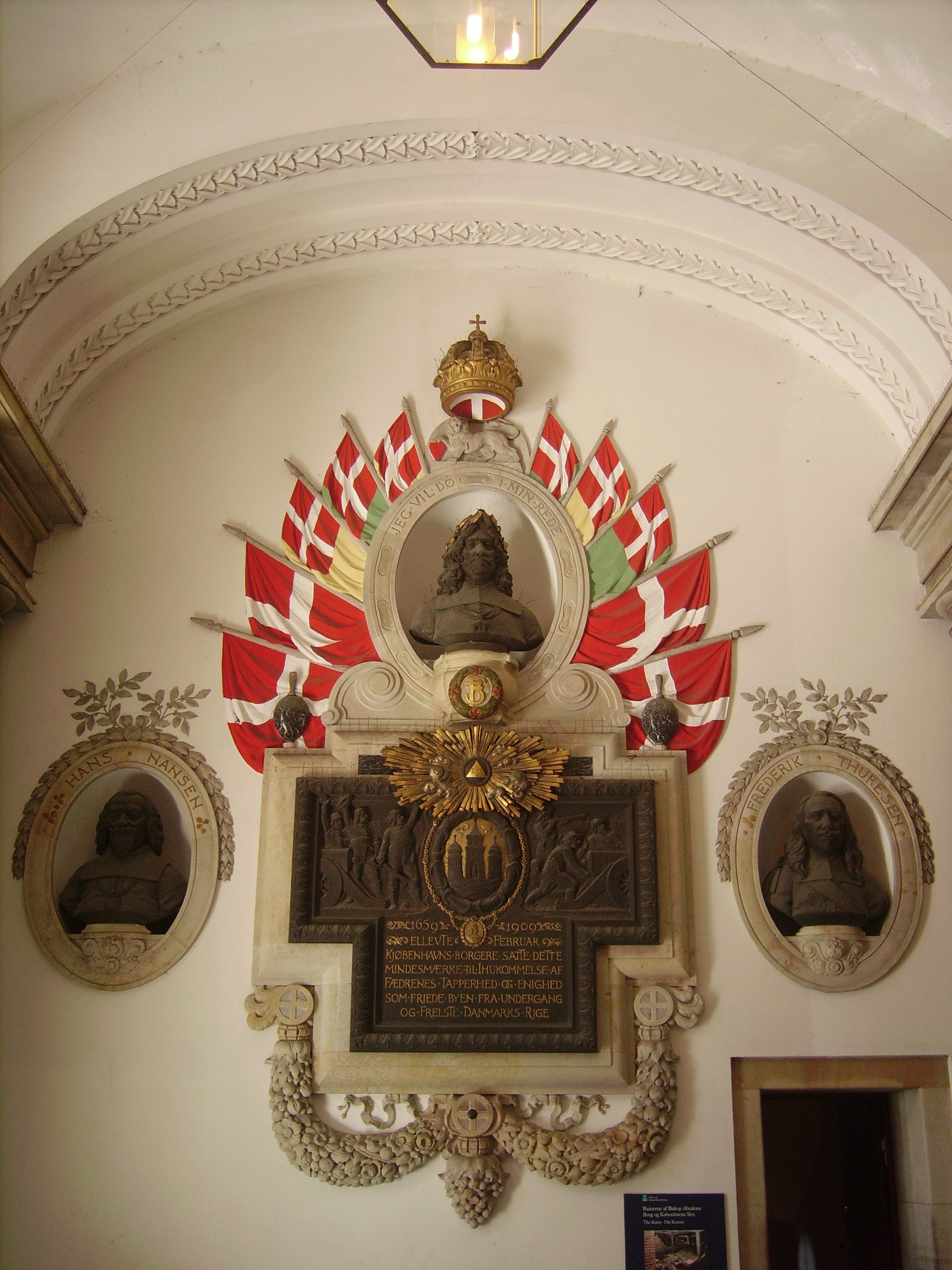
크리스티안보르 궁전 내부의 기념관. 이 그림에는 프리드리히 3세가 묘사되어 있으며, 기념되는 사건은 1659년 코펜하겐에서 스웨덴이 공격했으나 실패한 사건.

원래 덴마크의 군주제는 선출제였지만, 실제로는 재위 중인 군주의 장남이 선출되는 경우가 대부분이었다. 이후 덴마크 군주의 권한을 제한하기 위해 왕이 대관 헌장을 체결하는 관행이 생겼다.
1657년, 제2차 북방 전쟁 동안 프레데리크 3세는 스웨덴에 대한 보복 전쟁을 시작했으나, 이는 완전한 재앙으로 끝났다. 전쟁이 재앙으로 치달은 데에는 두 가지 주요 이유가 있었다. 첫째, 덴마크가 침공국이자 스웨덴이 방어국이었기 때문에, 새롭게 동맹을 맺은 강대국 네덜란드가 중립을 유지했다. 둘째, 1657–1658년 겨울에 보기 드물게 벨트 해협이 얼어붙으면서, 스웨덴의 칼 10세 구스타브 왕이 군대를 이끌고 얼음을 건너 셸란 섬을 침공할 수 있었다. 이어 체결된 로스킬레 조약에서 덴마크-노르웨이는 항복하고, 동덴마크 전역(스코네, 할란드, 블레킹에, 보른홀름)과 노르웨이의 보후슬렌, 트뢰넬라그 지역을 스웨덴에 할양했다.
그러나 제2차 북방 전쟁은 아직 끝나지 않았다. 평화 조약이 체결된 지 3개월 후, 카를 10세 구스타브는 전쟁 회의를 열고 덴마크를 지도에서 지워버리고 스칸디나비아 전체를 자신의 지배 아래 통합하기로 결심했다. 스웨덴군은 다시 코펜하겐 외곽에 도달했다. 그러나 이번에는 덴마크가 당황하거나 항복하지 않았다. 대신, 저항을 선택하고 코펜하겐 방어 준비에 들어갔다. 프레데리크 3세는 수도에 남아 있었고, 시민들에게 노르웨이로 피신하지 않고 “자신의 둥지에서 죽겠다”고 말하며 스웨덴에 맞서 싸울 것을 독려했다. 또한 스웨덴의 이같은 도발 없는 선전포고는 마침내 덴마크-노르웨이가 맺고 있던 네덜란드와의 동맹을 발동시켰고, 강력한 네덜란드 함대가 필수 보급품과 증원 병력을 싣고 코펜하겐에 도착해, 스웨덴의 공격으로부터 도시를 구했다.
1660년 초, 노르웨이 침공을 계획하던 중 카를 10세 구스타브는 병으로 갑작스럽게 사망했다. 그의 사망 이후, 스웨덴은 코펜하겐 조약을 통해 평화를 체결했다. 스웨덴은 트뢰넬라그를 노르웨이에, 보른홀름을 덴마크에 반환했지만, 2년 전 획득한 나머지 영토는 그대로 유지했다. 네덜란드와 기타 유럽 열강은 외레순 해협 양안을 덴마크가 모두 통제하는 것을 원치 않았기 때문에 이 합의를 받아들였다. 이 조약은 오늘날까지 이어지는 노르웨이, 덴마크, 스웨덴 간의 국경을 확립했다. 1660~1661년에는 절대주의가 도입되었고, 선출 군주제는 법적으로 세습 군주제로 전환되었다. 1665년 제정된 왕의 법(Lex Regia)은 절대 권력과 남성 장자 상속 제도를 명문화한 공식 절대주의 헌법이었다.

### 헌법 기간

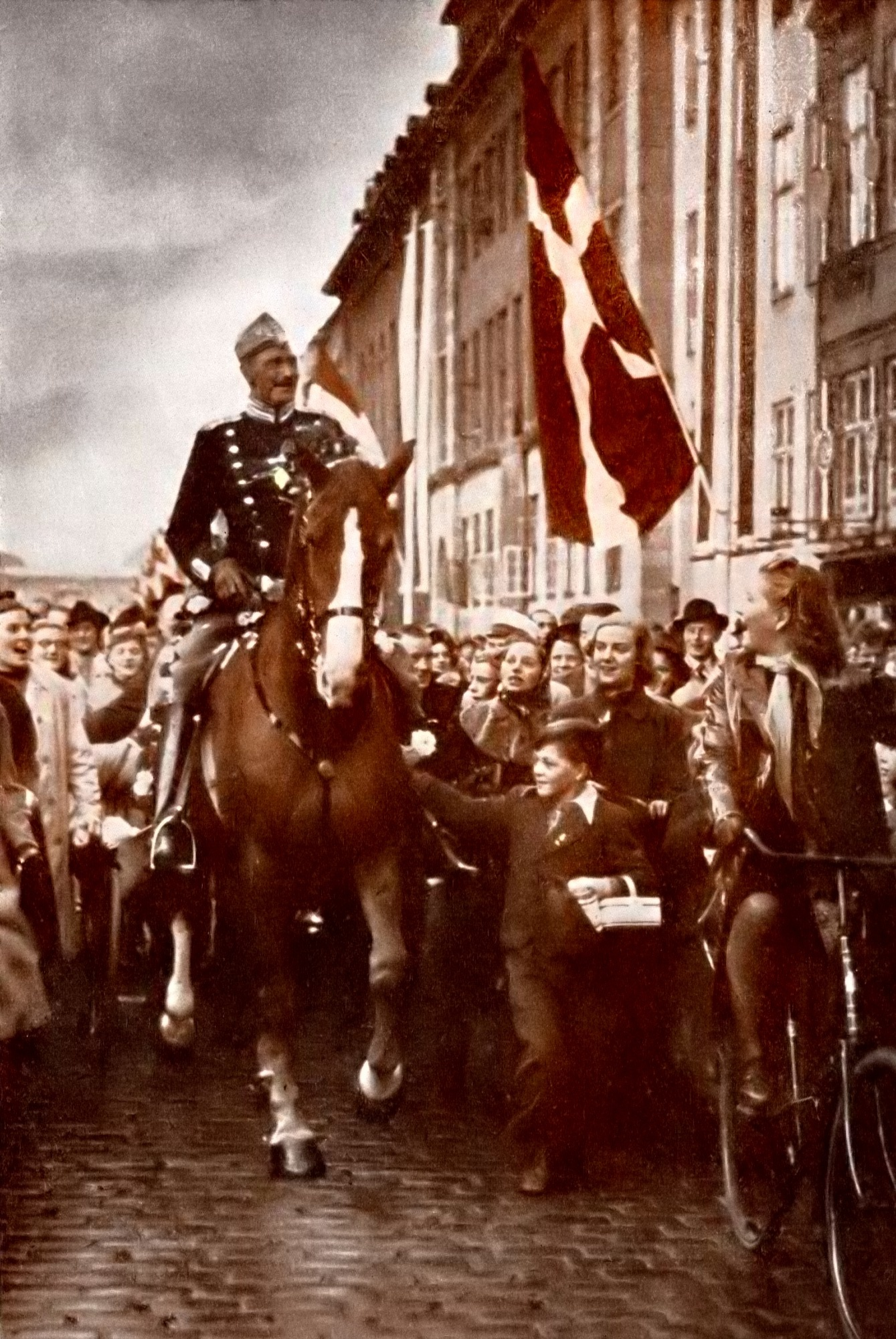
2차 세계대전 중 독일이 점령하는 동안, 크리스티안 10세 국왕은 국가 정체성의 강력한 상징이 되었다. 이 사진은 1940년 9월 26일 국왕의 생일에 찍은 것.

1848년 1월 즉위한 프레데리크 7세는 곧바로 헌법 제정과 절대주의 종식을 요구받았다. 슐레스비히-홀슈타인 주민들은 독립 국가를 원한 반면, 덴마크인들은 남유틀란트가 덴마크의 영토로 유지되기를 원했다. 프레데리크 7세는 곧 덴마크 측 요구를 수용했고, 3월에 절대주의 종식에 동의하면서 1849년 6월 헌법이 제정되었다. 1848년부터 1851년까지 독일 열강과 벌어진 제1차 슐레스비히 전쟁 동안, 프레데리크는 전투에 직접 참여하지 않았음에도 ‘국민적 지도자’로 여겨졌고 거의 전쟁 영웅으로 평가되었다. 1849년 6월 5일, '6월 헌법'으로 알려진 이 헌법은 덴마크에 입헌군주제의 틀을 마련했다. 프레데리크 7세에게 정통 후계자가 없었기 때문에, 올덴부르크 왕가의 직계가 단절될 것으로 예상된 상황에서, 1853년 유럽 열강의 승인을 받아 글뤽스부르크의 크리스티안 공이 덴마크 왕위 계승자로 지명되었다. 이 결정의 정당성은 크리스티안 공이 크리스티안 8세의 조카인 루이제 폰 헤센카셀와 결혼한 데 있었다. 그녀는 당시 국왕과 남편보다 더 가까운 친족 관계에 있었다.
1863년 프레데리크 7세가 사망한 후, 크리스티안 9세가 글뤽스부르크 왕가 출신으로는 처음으로 덴마크 왕위에 올랐다. 크리스티안 9세는 유럽 대부분의 군주 가문과 맺은 혼인 관계로 인해 훗날 "유럽의 장인"이라는 별칭을 얻게 되었다. 그의 딸 알렉산드라 공주는 영국의 에드워드 7세와, 다그마르 공주는 러시아의 알렉산드르 3세와, 튀라 공주는 에른스트 아우구스트 폰 하노버 황태자와 결혼했다. 그의 아들 빌헬름은 그리스의 요르요스 1세가 되었으며, 손자 칼은 노르웨이의 호콘 7세가 되었다. 오늘날까지도 덴마크 왕실은 대부분의 유럽 재위 군주 가문들과 친족 관계를 유지하고 있다.
1920년의 부활절 위기는 국왕 크리스티안 10세가 덴마크 헌법에 의해 부여된 예비 권한을 행사하여 선출된 내각을 해임하면서 발생한 헌정 위기였다. 직접적인 원인은 제2차 슐레스비히 전쟁에서 프로이센에 빼앗긴 덴마크의 옛 봉토인 슐레스비히의 재통합 문제를 둘러싼 국왕과 내각 간의 갈등이었다. 베르사유 조약의 조건에 따라, 슐레스비히의 귀속 여부는 두 차례의 슐레스비히 주민투표를 통해 결정되도록 되어 있었다. 하나는 북슐레스비히(오늘날 덴마크의 남유틀란트 지역), 다른 하나는 중슐레스비히(오늘날 독일 슐레스비히-홀슈타인 주의 일부)에서 실시되었다.
많은 덴마크 민족주의자들은 장기적으로 독일을 약화시키기 위해 중슐레스비히가 주민투표 결과와 관계없이 덴마크에 반환되어야 한다고 주장했다. 크리스티안 10세는 이러한 주장에 동의했고, 총리 카를 테오도르 잘레에게 중슐레스비히를 재통합 과정에 포함하라고 지시했다. 그러나 덴마크는 1901년 되운처 내각 이후 사실상 의원내각제 체제로 운영되어 왔기 때문에, 자일은 그 지시에 따를 의무가 없다고 판단했다. 그는 국왕과의 격렬한 논쟁 끝에 지시를 거부했고, 며칠 뒤 사임했다.
이후 크리스티안 10세는 나머지 내각도 해임하고, 오토 리베를 수반으로 하는 사실상의 보수 계열 임시 내각을 구성했다. 이 해임 조치는 대규모 시위와 거의 혁명에 가까운 분위기를 불러일으켰으며, 며칠간 덴마크의 군주제의 존속 여부가 불확실해졌다. 이러한 상황에서 국왕과 사민당 의원들 간에 협상이 시작되었고, 군주제 전복의 가능성에 직면한 크리스티안 10세는 물러서며 자신이 임명한 내각을 해산했다.
이 사건은 입법부에 책임을 지는 내각의 지지 없이 재임 중인 덴마크 군주가 독자적으로 행정 결정을 내린 가장 최근의 사례였다. 이후 위기를 겪은 크리스티안 10세는 국가원수로서의 역할이 상징적 지위로 크게 축소되는 것을 받아들였다.
1953년 3월 27일 계승법은 1953년 국민투표를 통해 여성 왕위 계승이 허용된 이후 제정되었으며, 이에 따라 마르그레테 공주가 그녀의 삼촌 크누드 왕자 대신 아버지 프레데리크 9세의 법정 상속인이 되었다. 1972년 프레데리크 9세가 사망하자 마르그레테 2세 여왕이 즉위하여 2024년 퇴위할 때까지 통치했다.
2009년 국민투표를 거쳐 계승법이 개정되어, 장자 우선 순위가 더 이상 남성을 여성보다 우선하지 않게 되었다. 이에 따라 첫 번째로 태어난 자녀가 성별에 관계없이 왕위 계승자가 된다.

## 헌법상 및 공식 역할

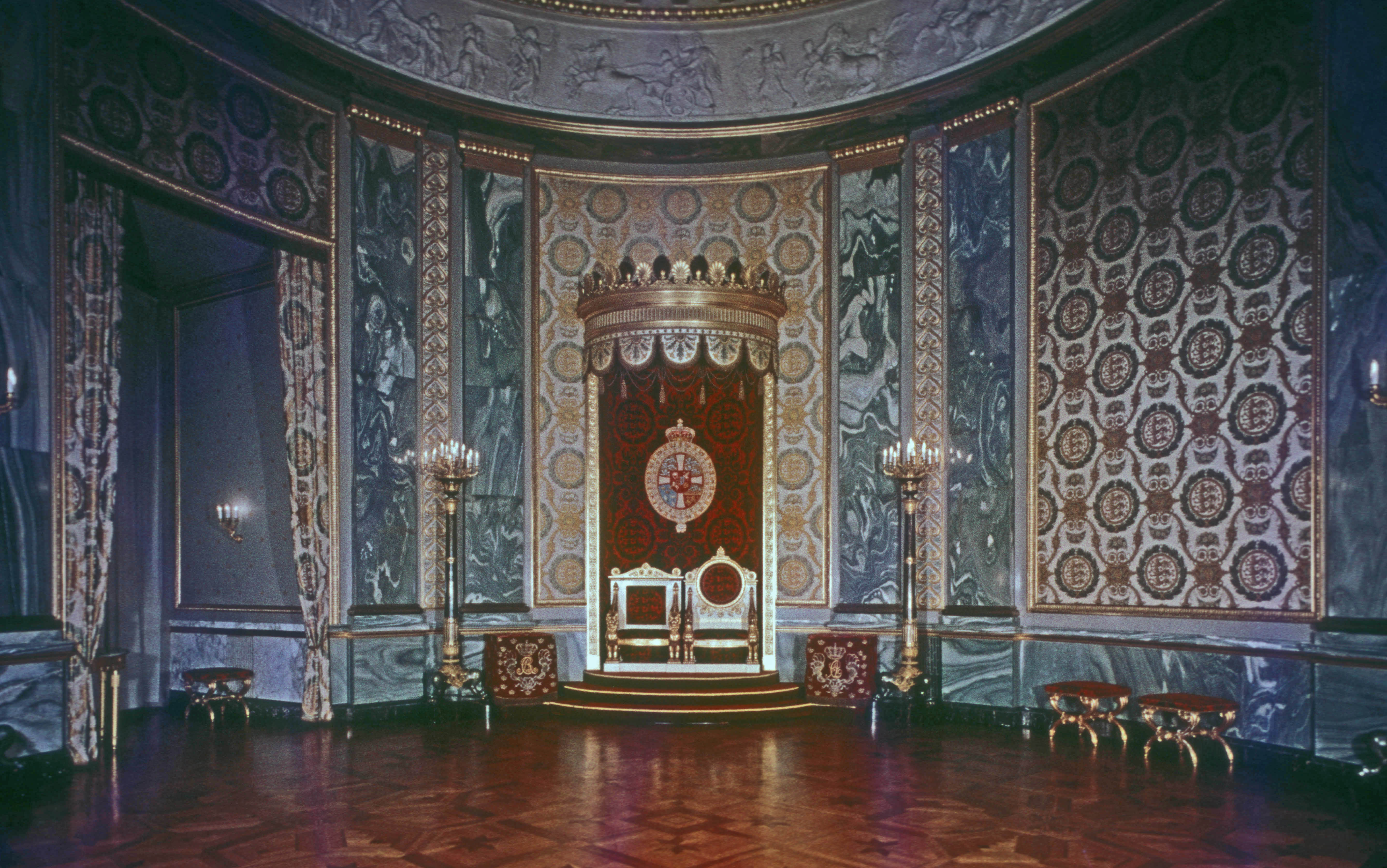
크리스티안스보르그 궁전의 왕좌실은 외국 대사들이 국왕에게 신임장을 제출하는 곳이다.

덴마크 헌법에 따르면, 덴마크 군주는 국가원수이며 암묵적으로 덴마크 군대의 최고사령관이다. 또한 군주는 행정권을 보유하며, 의회(Folketing)와 함께 입법권을 가진다. 군주는 법안에 대한 왕실 비준을 거부할 수 있고, 총리나 정부 각료를 이유 유무에 상관없이 임명하거나 해임할 수 있는 권한도 지닌다. 그러나 이러한 권한은 1920년 3월 28일 크리스티안 10세가 내각을 해임하며 부활절 위기를 촉발한 이후 어느 군주도 행사하지 않았다. 군주는 의회와 함께 덴마크 국교회의 수장 역할을 하며, 덴마크 훈장 제도의 수장 역할도 수행한다.
하지만 1953년 덴마크 헌법을 읽을 때, ‘왕’이라는 단어가 국가 행위의 맥락에서 사용될 경우 덴마크 법학자들은 이를 정부(총리 및 다른 각료들로 구성된)로 해석한다는 점을 염두에 두어야 한다. 이는 헌법 제12조, 13조, 14조의 논리적인 결과로, 이 조항들은 본질적으로 군주에게 부여된 권한이 반드시 각료들을 통해 행사되어야 하며, 각료들이 모든 행위에 대해 책임을 진다고 명시함으로써 군주가 정치적 또는 법적 책임에서 벗어나도록 규정하고 있다.
오늘날 군주는 정부 각료들에게 많은 왕권을 위임하여, 덴마크 헌법에 명시된 의례적 역할에 전념할 수 있다. 총리와 각료들은 군주가 주재하며 법률에 대한 왕실 비준을 하는 국무회의에 정기적으로 참석한다. 총리와 외무부 장관은 군주에게 정기적으로 최신 정치 동향을 보고한다. 군주는 외국 국가원수의 공식 방문을 접대하고, 해외 국빈 방문을 수행하며, 외국 대사의 신임장을 받고 덴마크 대사의 신임장에 서명한다. 총선 이후 새로운 총리를 임명하는 관례는, 정당 대표들과 협의한 후 군주가 의회에서 가장 많은 의석을 가진 정당의 대표를 정부 구성에 초대하는 것이다. 정부가 구성되면 군주는 이를 공식적으로 임명한다.

### 그린란드와 페로 제도
그린란드와 페로 제도는 덴마크 왕국의 일부이며, 따라서 덴마크 헌법에 따라 그들의 국가원수 역시 덴마크 군주이다.
2009년 그린란드에서 실시된 국민투표 이후, 덴마크 의회는 ‘그린란드 자치법’을 제정하였다. 이 법은 전 세계 원주민 관련 사례들과 달리, 국제법에 따라 그린란드 주민들을 ‘한 민족(people)’으로 인정하며, 이에 따라 그린란드 주민들이 주권을 획득할 수 있는 권한을 부여한다.

## 계승

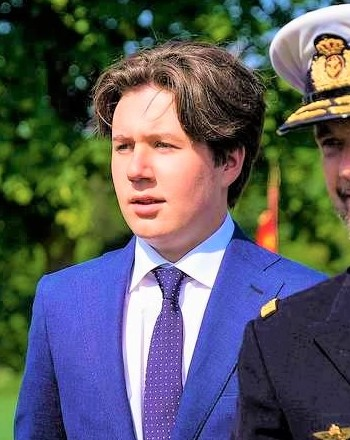
덴마크 왕세자 크리스티안은 2024년부터 왕위 계승자로 지명되었다.

덴마크는 2009년부터 절대적 장자승계제를 시행하고 있다. 1953년 3월 27일 채택된 덴마크 계승법은 크리스티안 10세 왕과 그의 부인 알렉산드리네 추 메클렌부르크슈베린 대공녀의 직계 후손 중 승인된 혼인 관계를 통해서만 왕위 계승을 제한하고 있다.
왕실 구성원은 국무회의에서 군주의 허가 없이 결혼할 경우 왕위 계승권을 상실한다. 미혼인 왕실 구성원이나 군주의 허가 없이 결혼한 전 왕실 구성원 사이에서 태어난 개인과 그 후손은 왕위에서 제외된다. 또한 군주는 결혼을 승인할 때, 그 결혼에서 태어난 자녀가 계승권을 갖기 위해 충족해야 할 조건을 부과할 수 있다. 1953년 6월 5일 덴마크 헌법 제2부 제9조는 크리스티안 10세 왕과 알렉산드린 왕비의 적격 후손이 없는 경우 의회가 왕을 선출하고 새로운 계승 순위를 결정할 것임을 규정하고 있다.
덴마크 군주는 덴마크 국교회인 복음 루터교회(Evangelical Lutheran Church of Denmark)의 구성원이어야 한다(덴마크 헌법, 제2부 6조). 국교회는 법적으로 국가 교회로 지정되어 있다. 군주는 교회의 수장은 아니지만, 군주와 의회(Folketing)는 함께 교회의 세속적 최고 권위를 구성한다. 이러한 역할에서 군주는 교회와 관련된 특정 임무를 수행해야 하며, 예를 들어 새 주교 임명과 교회 내에서 사용할 텍스트 승인 등이 포함된다.
크리스티안 덴마크 왕세자는 2024년 1월 14일 할머니인 마르그레테 2세의 퇴위와 아버지 프레데리크 10세의 즉위 이후 덴마크 왕위의 직계 후계자가 되었다.

### 배경
덴마크 왕위 계승을 세습 군주제로 규정한 최초의 법률은 1665년 11월 14일 제정되어 1709년에 공포된 콩겔로벤(Kongeloven, 라틴어: Lex Regia)이다. 이 법은 덴마크 왕관이 프레데리크 3세 왕의 적법한 후손에게 세습된다고 선언하며, 계승 순위는 준 살리크 장자승계법(semi-Salic primogeniture)을 따른다. 이에 따르면 왕위는 후계자에게 상속되며, 왕의 자녀 중에서는 남성이 여성보다 우선하고, 형제가 여동생보다 우선하며, 프레데릭 3세의 후손 중에서는 선대 가문이 후대 가문보다 우선한다. 남성 혈통으로 태어난 적격 남성 왕실 구성원이 없을 경우에 한해 여성 후손도 왕위를 계승할 수 있다. 공작령인 홀슈타인과 라웬부르크는 왕이 공작으로 통치하는 지역으로서 살리카 법전(Salic law)을 적용받아 남성만 공작위를 계승할 수 있었으며, 이 두 공작령은 상호 합의에 의해 영구적으로 결합되었다. 슐레스비히(덴마크 봉신령), 홀슈타인 및 라웬부르크(독일 봉신령) 공작령들은 덴마크 왕관과 인격적 연합(personal union)을 이루었다.
이 차이는 덴마크의 프레데리크 7세가 자식 없이 사망하면서 왕조 교체가 임박해지자 문제를 일으켰으며, 그 결과 공작령과 덴마크의 계승 순위가 서로 달라졌다. 즉, 덴마크의 새 왕이 슐레스비히 공작이나 홀슈타인 공작이 되지 못할 가능성이 생긴 것이다. 엘베 강 인근 공작령들이 덴마크 왕관에 계속 속할 수 있도록 하기 위해, 1852년 런던 의정서에서 공작령 계승 순위가 수정되었고, 이에 따라 슐레스비히-홀슈타인-손더부르크-글뤽스부르크의 크리스티안 9세가 새 계승자로 지정되었다. 엄밀히 말해 그는 장자승계법에 따라 덴마크 왕관이나 슐레스비히, 홀슈타인, 라웬부르크 공작령의 계승자가 아니었다. 원래 덴마크 총리 크리스티안 알브레크트 블루메는 별도의 세습 원칙을 유지하려 했으나, 결국 정부는 의회의 승인을 받아 동일한 부계 장자승계법(agnatic primogeniture)을 채택하기로 결정했다.
이 계승 순위는 100년 동안 유지되다가, 1953년에 살리카 법이 남성 우선 장자승계법(male-preference primogeniture)으로 변경되었다. 이는 여성이 계승할 수 있으나, 오직 남동생이 없을 경우에만 가능하다는 뜻이다. 이후 2009년에 다시 계승 방식이 변경되어, 이번에는 절대 장자승계법(absolute primogeniture)이 적용되었다.

### 특권과 제한

덴마크 왕립 기준

덴마크의 군주제가 1660년에 선거군주제(적어도 이론적으로는, 하지만 1448년 이후로는 대체로 올덴부르크 가문의 장남에게 계승되어 왔다)에서 세습군주제로 전환된 후, 소위 콩겔로프(Kongelov, 라틴어: Lex Regia)가 프레데리크 3세 왕과 그의 후손들에게 ‘신의 은총에 의한’ 통치 권리를 부여했다. 이 법의 조항들 중 제21조와 제25조를 제외한 모든 조항은 이후 폐지되었다.
제21조는 “왕실 혈통의 왕자가 본 왕국과 우리의 영토에 거주하는 동안, 왕의 허락 없이 결혼하거나 국가를 떠나거나 외국 군주 아래에서 복무할 수 없다”고 규정하고 있다. 이 조항에 따르면, 덴마크 왕실의 명시적 허락을 받아 다른 왕국에 영구 거주하는 왕자들(예: 그리스, 노르웨이, 영국 왕실의 구성원)은 덴마크에서의 왕실 신분을 잃지 않으며, 외국 여행이나 결혼 전에 덴마크 군주의 허락을 받을 의무도 없다. 다만, 1950년 이후 남성 혈통으로 크리스티안 9세 왕의 후손이 아닌 이들은 덴마크 왕위 계승 순위에서 제외되었다. 반면, 덴마크나 그 영토에 거주하는 왕자들은 여전히 해외 여행과 결혼에 앞서 군주의 허락을 받아야 한다.
Kongelov 제25조는 왕실 구성원에 대해 다음과 같이 규정한다: “그들은 어떤 사법관에게도 책임을 지지 않으며, 그들의 최초이자 최종 재판관은 왕이거나 왕이 지명하는 자여야 한다.” Kongelov의 다른 모든 조항들은 1849년, 1853년, 1953년 헌법 개정을 통해 폐지되었으나, 이 두 조항(제21조와 제25조)은 현재까지 유지되고 있다.
덴마크 군주는 덴마크에서 새로운 귀족 작위를 수여할 권한을 가지고 있다.

## 거주지
덴마크의 왕궁들은 1849년 입헌군주제가 도입되면서 국가 소유가 되었다. 그 이후로 이 중 일부가 왕실의 사용을 위해 제공되었으며, 어떤 궁전들이 사용되는지는 새로운 군주가 즉위할 때마다 재협의된다.

### 현재 거주지

#### 아말리엔보르그 궁전

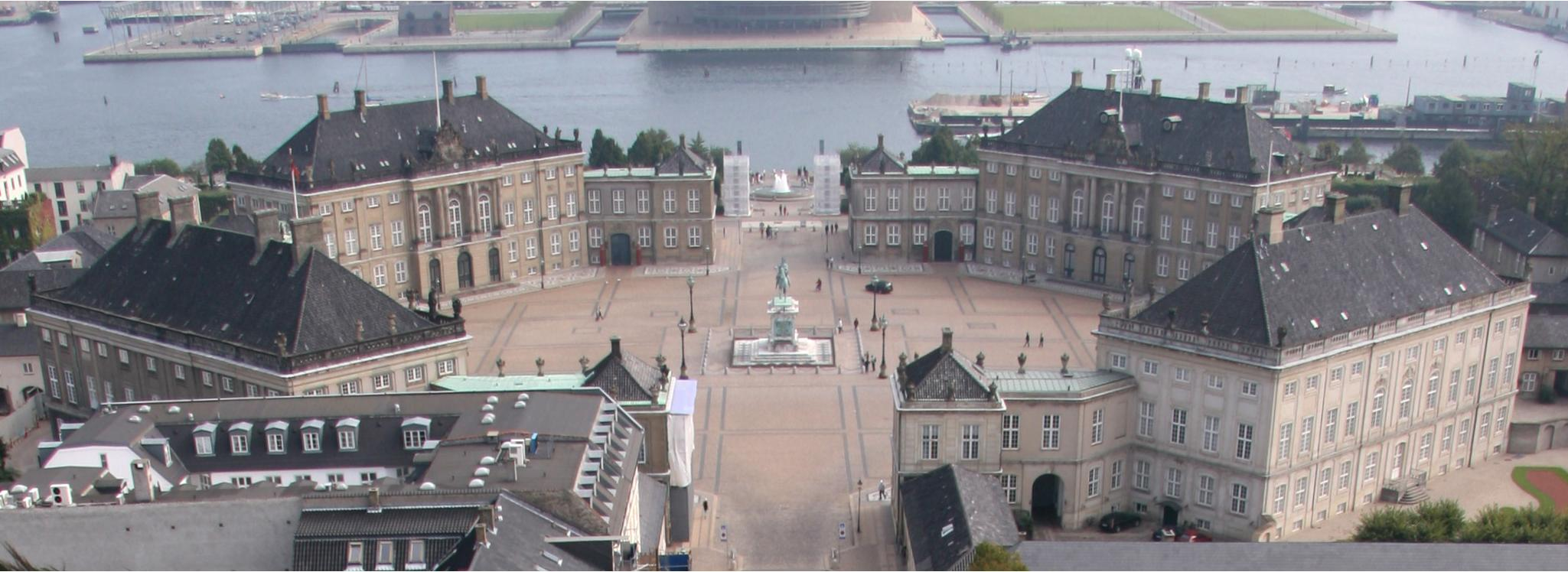
아말리엔보르그 궁전은 군주의 주요 거주지이다.

군주는 코펜하겐의 아말리엔보르 궁전 내 4개의 궁전을 거주지이자 업무 공간으로 사용한다. 이 궁전들은 팔각형 안뜰을 중심으로 배치되어 있다. 현재 마르그레테 여왕은 크리스티안 9세 궁전에 거주하고 있으며, 국왕은 프레데릭 8세 궁전에 거주한다. 크리스티안 8세 궁전은 다른 왕실 가족 구성원들의 아파트로 사용되고, 크리스티안 7세 궁전은 공식 행사와 손님 접대에 사용된다.
아말리엔보르 궁전은 원래 1750년대에 건축가 니콜라이 아이그트베드가 네 개의 귀족 가문을 위해 지은 것이었다. 하지만 1794년에 크리스티안스보르 궁전이 화재로 소실되자, 왕실 가족이 이 궁전들을 구입하여 이사했다.
크리스티안 8세 궁전과 크리스티안 7세 궁전의 국빈실은 안내 투어를 통해 일반인도 방문할 수 있다.

#### 크리스티안스보르 궁전

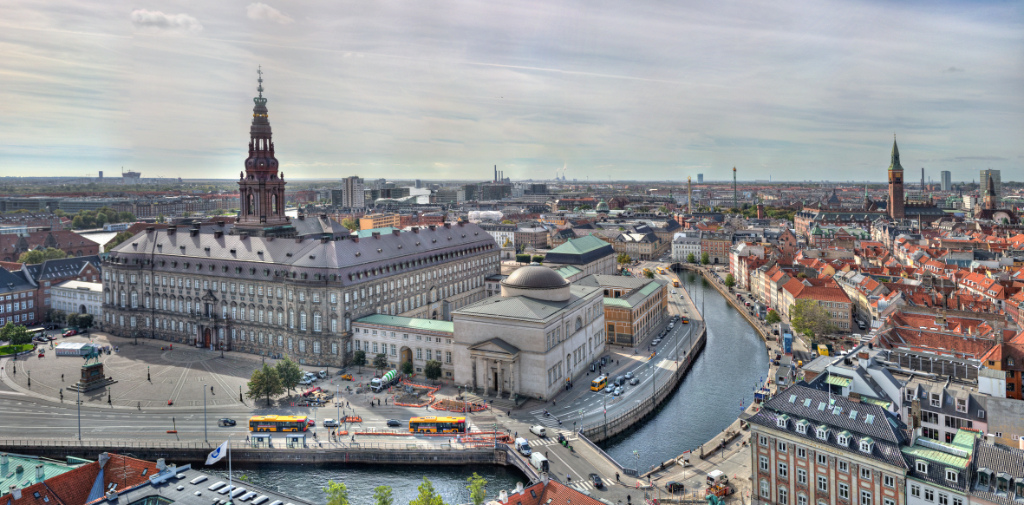
군주의 많은 공식 행사가 열렸던 크리스티안스보르 궁전

또한, 코펜하겐에 있는 크리스티안스보르 궁전의 일부도 군주가 사용할 수 있다. 이곳은 연회, 국빈 만찬, 외교 사절 접수, 공개 청문회, 국무회의, 접견, 왕실 세례식, 국장, 기타 의식과 같은 공식 행사가 열리는 장소이다. 왕실 가족의 의전용 마차를 제공하는 왕실 마구간도 이곳에 위치해 있다.
현재 건물은 같은 이름을 가진 세 번째 건물로, 1167년에 처음 성이 세워진 이래 같은 자리에 연속적으로 지어진 여러 성과 궁전 중 마지막이다. 오늘날의 궁전은 1794년과 1884년에 있었던 두 차례의 큰 화재로 인해 세 가지 건축 양식을 보여준다. 현재 궁전의 주요 부분은 1928년에 완성되었으며, 네오바르크 양식(Neo-Baroque)으로 지어졌다. 예배당은 1826년에 지어졌으며 신고전주의(Neoclassical) 양식이다. 전시장(쇼그라운드)은 1738년부터 1746년 사이에 바로크 양식으로 건축되었다.
궁전의 왕실 공간은 사용하지 않을 때는 대중에게 공개된다.

#### 프레덴스보르 궁전

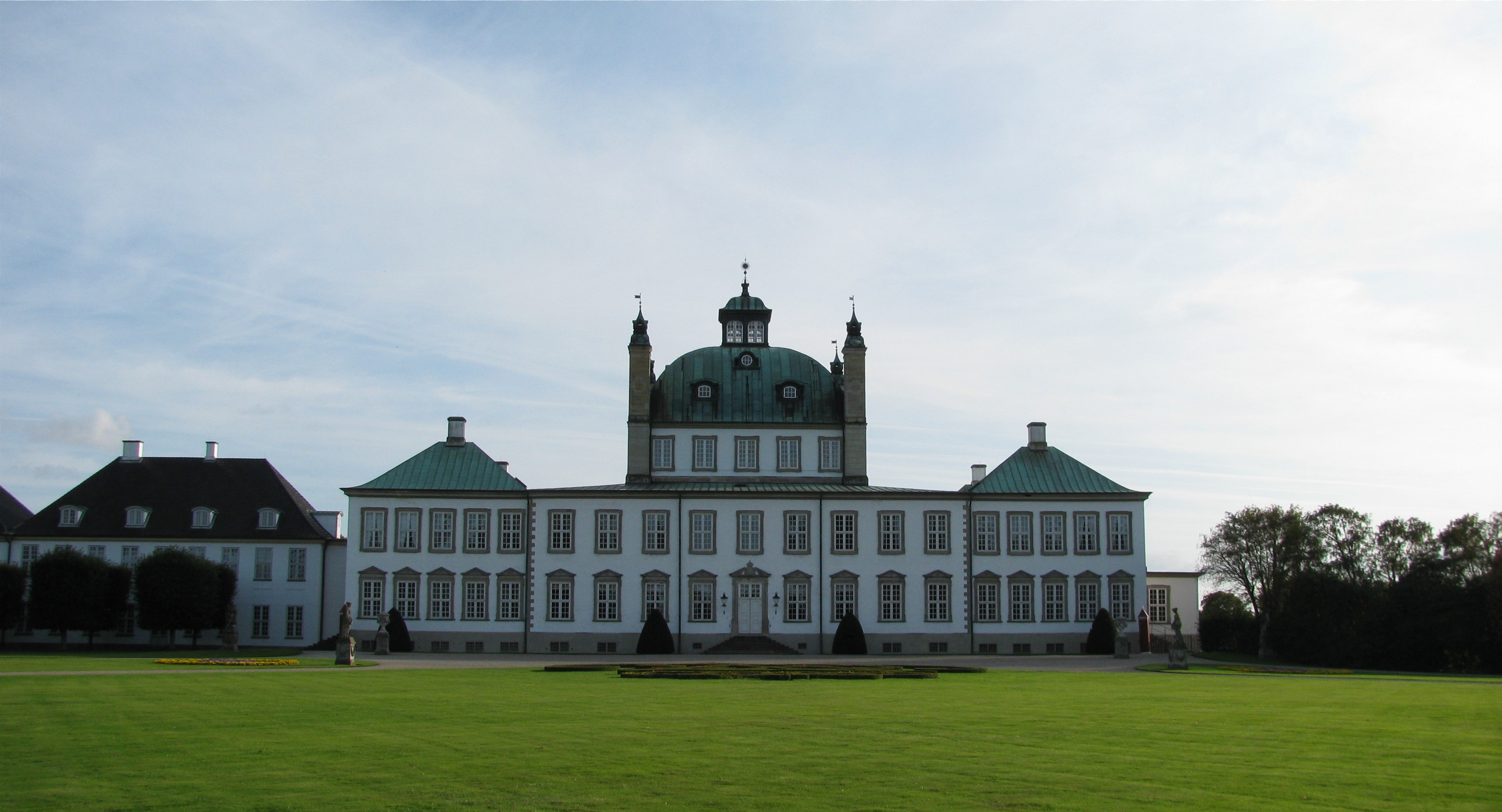
프레덴스보르 궁전, 군주의 봄과 가을 거주지

프레덴스보르 궁전은 코펜하겐 북쪽에 위치한 궁전으로, 주로 봄과 가을에 사용된다. 이곳은 국가 방문과 왕실의 공식 행사들이 자주 열리는 장소이다.
궁전은 사용하지 않을 때 가이드 투어를 통해 일반인이 방문할 수 있다.

#### 그라스텐 궁전
윌란반도에 위치한 그라스텐 궁전은 국왕이 사용할 수 있는 거처이다. 이 궁전은 프레데리크 9세 국왕과 잉리드 왕비의 여름 별장이었다. 2000년 잉그리드 왕비가 사망한 이후로, 여왕은 매년 여름 이곳에서 휴가를 보내고 있다.

#### 에르미타주 사냥 별장
코펜하겐 북쪽에 위치한 디에르하벤 사슴 공원 내의 사냥 별장인 에레미타주 궁전은 디에르하벤에서 열리는 왕실 사냥 행사 때 사용된다.

#### Sorgenfri 궁전
마지막으로, Sorgenfri 궁전은 군주의 처분에 있다. 이곳은 크누드 왕태자와 왕태자비 카롤리네 마틸데의 거처였으며, 현재는 공식적으로 사용되고 있지 않다.

#### 마르셀리스보르 궁전
이들 국유 궁전 외에 오르후스에 있는 마르셀리스보르 궁전은 마가레테 여왕이 개인 소유하고 있다. 이 궁전은 마가레테 여왕의 여름 별장이자 부활절과 크리스마스 휴일에도 사용된다.

## 왕실
덴마크 왕국에서는 ‘덴마크 왕자’ 또는 ‘덴마크 공주’라는 칭호를 가진 지배 왕가의 모든 구성원을 덴마크 왕실 가족 구성원으로 간주한다. 다른 유럽 군주국과 마찬가지로, 누가 왕실 가족인지 아닌지에 대해 엄격한 법적 혹은 공식적 정의가 없기 때문에 국가 왕실 가족의 구성원을 구분하는 것은 어렵다. 여왕과 그녀의 형제자매들은 올덴부르크 가문의 한 분파인 글뤽스부르크 가문에 속한다.

### 주요 멤버
덴마크 왕실에는 다음이 포함된다.
- 프레데릭 10세(군주)

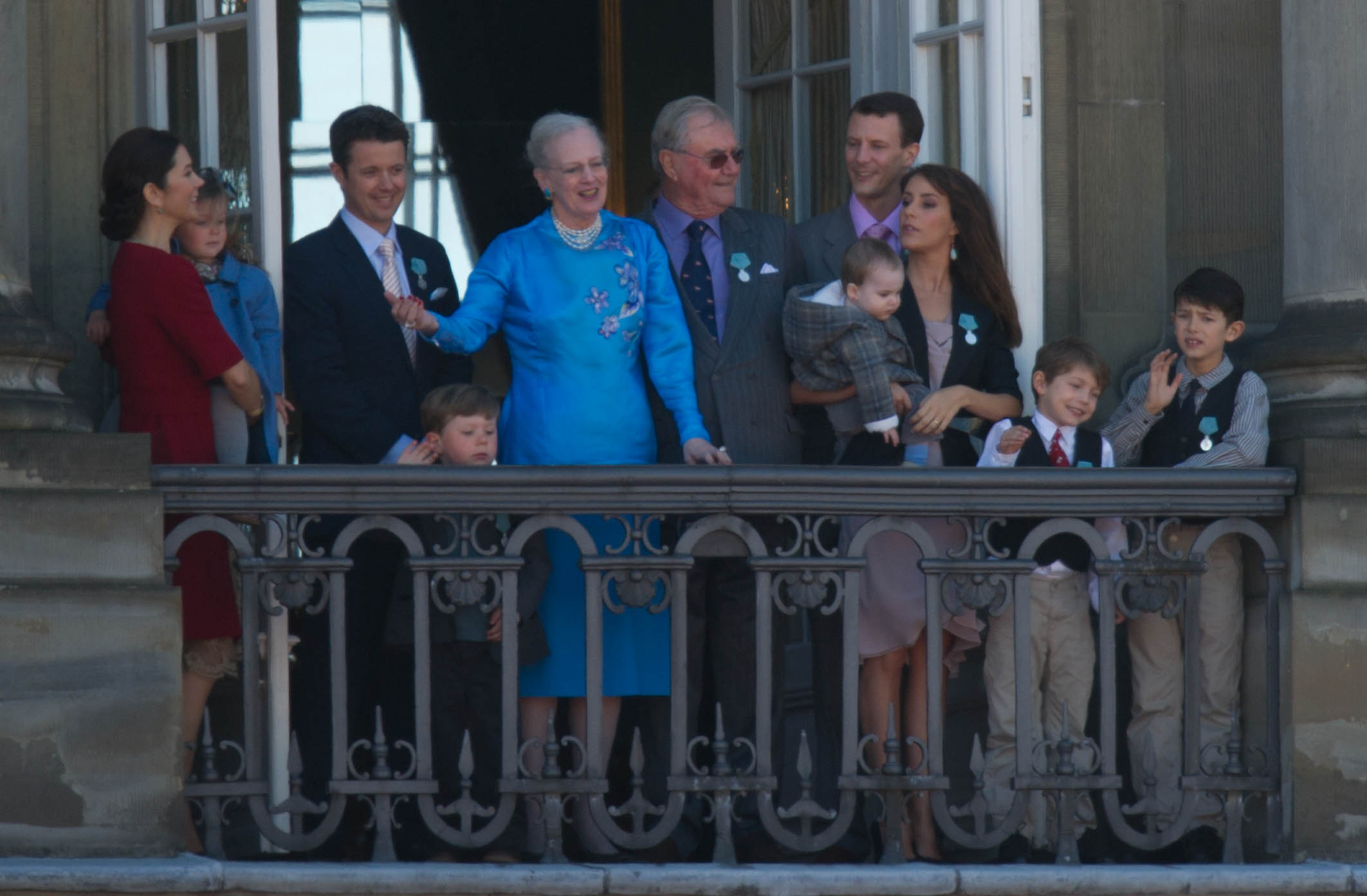
2010년 4월 16일, 마르그레테 2세 여왕의 70번째 생일을 맞은 덴마크 왕실 가족.

  - 덴마크의 메리 여왕 여왕(국왕의 아내)
    - 크리스티안 왕세자 (왕세자)
    - 이사벨라 공주 (왕의 큰딸)
    - 빈센트 왕자 (왕의 어린 아들)
    - 조세핀 공주 (왕의 딸)[18][19]
- 마르그레테 2세 여왕 (전 군주, 왕의 어머니)
  - 요아킴 왕자 (왕의 동생)
  - 마리 공주 (요아킴 왕자의 두 번째 아내)
    - 니콜라이 백작 (요아킴 왕자의 장남)
    - 펠릭스 백작 (요아킴 왕자의 둘째 아들)
    - 헨리크 백작 (요아킴 왕자의 막내 아들)
    - 아테나 백작부인 (요아킴 왕자의 딸)
- 자인-비트겐슈타인-베를레부르크의 태후 공주 ( 베네딕테 공주, 국왕의 이모)
- 헬라스의 태후 ( 앤 마리 여왕, 왕의 이모)

### 확장된 구성원
덴마크 왕실의 확장된 가족은 덴마크의 왕자나 공주 칭호는 없지만, 마르그레테 여왕과 긴밀한 관계를 맺고 덴마크 왕실 행사에 가끔 참석하는 사람들을 포함한다고 할 수 있다.
- 자인-비트겐슈타인-베를레부르크의 왕자 (구스타프 왕자, 베네딕테 공주의 아들)
- 자인-비트겐슈타인-베르레부르크의 공주 (카리나 공주, 구스타프 왕자의 아내)
  - 자인-비트겐슈타인-베를레부르크의 구스타프 알브레히트 왕자(구스타프 왕자의 아들)
  - 자인-비트겐슈타인-베를레부르크의 마팔다 공주(구스타프 왕자의 딸)
- 자인-비트겐슈타인-베를레부르크의 알렉산드라 공주 (베네딕테 공주의 장녀)
- Michael Ahlefeldt-Laurvig-Bille 백작 (알렉산드라 공주의 남편)
  - Richard von Pfeil und Klein-Ellguth 백작(알렉산드라 공주의 아들)
  - Ingrid von Pfeil und Klein-Ellguth 백작부인(알렉산드라 공주의 딸)
- 자인-비트겐슈타인-베를레부르크의 나탈리 공주 (베네딕테 공주의 막내 딸)
  - 콘스탄틴 요한스만(나탈리 공주의 아들)
  - 루이자 요한스만(나탈리 공주의 딸)
- 로젠보르그의 잉골프 백작 (마르그레테 여왕의 사촌)
- 로젠보르크의 수지 백작부인(잉골프 백작의 아내)
- 알렉산드라, 프레데릭스보르 백작부인 (요아킴 왕자의 전처, 니콜라이 백작과 펠릭스 백작의 어머니)

### 그리스 왕실
그리스 왕실의 대부분 구성원은 덴마크 왕실 구성원이기도 하며, 덴마크의 크리스티안 9세의 후손으로서 ‘그리스 및 덴마크의 왕자’ 또는 ‘공주’ 칭호를 가지고 있다. 다만, 마이클 왕자의 부인 마리나와 그들의 자녀인 알렉산드라 공주와 올가 공주는 혼인 상태가 귀천상혼(왕실 외 결혼)이기 때문에 예외에 해당한다.

## 스타일

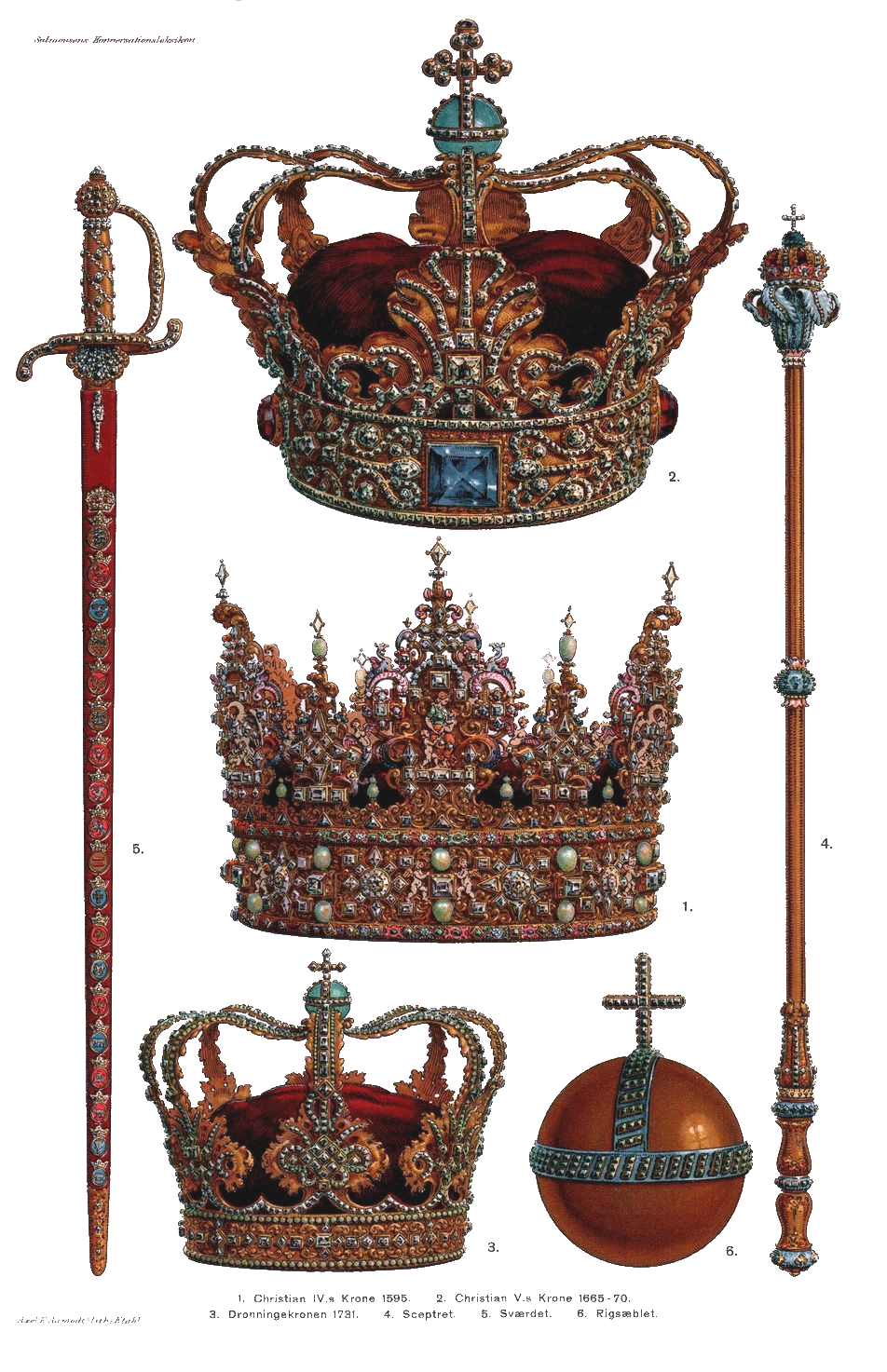
덴마크 왕관 장식은 모두 코펜하겐의 로젠보르 성에 전시되어 있다. 1. 크리스티안 4세의 왕관(1595); 2. 크리스티안 5세 (1665–1670)의 왕관; 3. 여왕 배우자 왕관(1731); 4. 홀;5. 국가의 검; 그리고, 6. 글로부스 크루시거

덴마크 군주들은 오랜 역사를 지닌 여러 왕실 및 귀족 칭호를 사용해 왔다. 역사적으로 덴마크 군주들은 ‘벤트인의 왕(King of the Wends)’과 ‘고트인의 왕(King of the Goths)’이라는 칭호도 사용했다. 1972년 마르그레테 2세 여왕이 즉위하면서 ‘덴마크 여왕(Queen of Denmark)’이라는 칭호를 제외한 모든 칭호를 폐지하였다. 덴마크의 왕과 여왕은 ‘폐하(Your Majesty)’로 호칭되며, 왕자와 공주는 각각 ‘왕실 고귀함(그녀/그의 왕실 고귀함, Hans or Hendes Kongelige Højhed)’ 또는 ‘고귀함(그녀/그의 고귀함, Hans or Hendes Højhed)’으로 불린다.

## 같이 보기
- 덴마크의 군주 목록

## 참고문헌
1. ↑  Berend, Nora (2007년 11월 22일). 《Christianization and the Rise of Christian Monarchy: Scandinavia, Central Europe and Rus' c.900–1200》. Cambridge University Press. ISBN 9781139468367.
2. ↑  Lund, Niels (2020). Jellingkongerne og deres forgængere, Gylling: Vikingeskibsmuseet i Roskilde. ISBN 978-87-85180-75-9
3. ↑  10 December 2020 – Anders Lundt Hansen: "Udvid kongerækken"
4. ↑  “Den-Danske-Kongestamme”. 《kongehuset.dk》. Kongehuset. 2015. 2015년 4월 2일에 원본 문서에서 보존된 문서. 2015년 3월 30일에 확인함.
5. ↑  Ekman, Ernst (1957). “The Danish Royal Law of 1665”. 《The Journal of Modern History》 29 (2): 102–107. doi:10.1086/237987. ISSN 0022-2801.
6. ↑  “The History of the Danish Monarchy”. Danish monarchy. 2008년 12월 25일에 원본 문서에서 보존된 문서. 2008년 12월 16일에 확인함.
7. ↑  “Monumenter i købstaden 1864 – 1920”. 《dendigitalebyport.byhistorie.dk》.
8. ↑  “Referendum: Succession amendment confirmed”. 2009년 6월 8일.
9. ↑  “My Constitution Act with Explanations 2013” (PDF). 2013년 11월 3일에 원본 문서 (PDF)에서 보존된 문서. 2014년 1월 10일에 확인함.
10. ↑  “The History of the Danish Monarchy - Tasks and Duties”. Danish monarchy. 2008년 12월 25일에 원본 문서에서 보존된 문서. 2008년 12월 16일에 확인함.
11. ↑  “Facts about Greenland”. 《gh.gl》. 2009년 3월 15일에 원본 문서에서 보존된 문서. 2008년 12월 16일에 확인함.
12. ↑  “Selvstyreloven – Lov om Grønlands Selvstyre”. 《retsinformation.dk》. 2018년 11월 6일에 원본 문서에서 보존된 문서. 2016년 1월 15일에 확인함.
13. ↑  “Dronningen og forholdet til folkekirken”. 《kristendom.dk》 (덴마크어). 2011년 12월 20일에 원본 문서에서 보존된 문서.
14. ↑  Bryant, Miranda (2024년 1월 14일). “Denmark's King Frederik X takes throne after Margrethe abdicates”. 《The Guardian》. 2024년 2월 27일에 원본 문서에서 보존된 문서.
15. ↑  “Kongeloven”. 《Statsministeriet》. 1709년 9월 4일. 2013년 10월 3일에 원본 문서에서 보존된 문서. 2012년 11월 21일에 확인함.
16. ↑  “Slots- og Ejendomsstyrelsen – Gråsten Palace and Palace Gardens – Gråsten Palace”. 《Palaces and Properties Agency》. 2007. 2008년 6월 10일에 원본 문서에서 보존된 문서.
17. ↑  “Slots- og Ejendomsstyrelsen – Gråsten Palace and Palace Gardens – Gråsten Palace”. 《Palaces and Properties Agency》. 2007. 2008년 6월 10일에 원본 문서에서 보존된 문서.
18. ↑  “A Prince and a Princess are born”. 2011년 1월 11일에 원본 문서에서 보존된 문서.
19. ↑  “Kronprinsesse Mary har født”. 2011년 3월 17일에 원본 문서에서 보존된 문서.